# Coupe d'Andorre de football 2020
Navigation
Copa Constitució 2019 Copa Constitució 2021
La Coupe d'Andorre de football 2020 est la 28e édition de la Coupe d'Andorre de football (Copa Constitució). La compétition se déroule du 19 janvier 2020 au 19 juillet 2020. 
Le vainqueur se qualifie pour le tour préliminaire de la Ligue Europa 2020-2021, dans la mesure où il n'est pas qualifié pour la Ligue des champions par l'intermédiaire de la première place du championnat. Dans ce cas, la place reviendrait au club classé troisième du championnat.
L'UE Engordany est le tenant du titre après avoir remporté son premier titre lors de l'édition précédente.
La compétition est remportée pour la première fois par l'Inter Club d'Escaldes, réalisant ainsi un doublé Coupe-Championnat cette saison.

## Équipes participantes
| Équipes de Primera Divisió | Équipes de Segona Divisió |
| -------------------------- | ------------------------- |
| Atlètic Club d'Escaldes    | FC Encamp                 |
| CE Carroi                  | FS La Massana             |
| UE Engordany               | FC Lusitanos              |
| Inter Club d'Escaldes      | Penya Encarnada           |
| FC Ordino                  |                           |
| UE Sant Julià              |                           |
| FC Santa Coloma            |                           |
| UE Santa Coloma            |                           |

## Calendrier de l'épreuve
| Tour             | Date des matches                 | Nombres de matches | Clubs  |
| ---------------- | -------------------------------- | ------------------ | ------ |
| Premier tour     | 19 janvier 2020                  | 4                  | 12 → 8 |
| Quarts de finale | 25-26 janvier et 12 février 2020 | 4                  | 8 → 4  |
| Demi-finales     | 26 juillet 2020                  | 2                  | 4 → 2  |
| Finale           | 29 juillet 2020                  | 1                  | 2 → 1  |

## Résultats

### Premier tour
| Équipe 1                    | Résultat | Équipe 2            |
| --------------------------- | -------- | ------------------- |
| UE Engordany (1)            | 11 – 1   | FC Encamp (2)       |
| Atlètic Club d'Escaldes (1) | 1 – 3    | FS La Massana (2)   |
| FC Ordino (1)               | 1 – 2 ap | Penya Encarnada (2) |
| CE Carroi (1)               | 3 – 1    | FC Lusitanos (2)    |

### Quarts de finale
| Équipe 1                  | Résultat | Équipe 2            |
| ------------------------- | -------- | ------------------- |
| Inter Club d'Escaldes (1) | 2 – 1    | UE Engordany (1)    |
| UE Santa Coloma (1)       | 1 – 0    | Penya Encarnada (2) |
| FC Santa Coloma (1)       | 3 – 0    | CE Carroi (1)       |
| UE Sant Julià (1)         | 4 – 0    | FS La Massana (2)   |

### Demi-finales
Les demi-finales prévues le 8 avril 2020 sont reportées au 26 juillet 2020 en raison de la pandémie de Covid-19.
| Équipe 1                  | Résultat | Équipe 2            |
| ------------------------- | -------- | ------------------- |
| Inter Club d'Escaldes (1) | 2 – 1    | UE Sant Julià (1)   |
| UE Santa Coloma (1)       | 0 – 1 ap | FC Santa Coloma (1) |

### Finale
| 29 juillet 2020 | Inter Club d'Escaldes | 2 – 0   | FC Santa Coloma | Centre d'Entrenament de la FAF 1, Santa Coloma |
|                 |                       | (0 – 0) |                 |                                                |
|                 | Rapport               |         |                 |                                                |